# Lac de Pluvis
Le lac de Pluvis était un lac à cheval sur les communes de Brégnier-Cordon et d'Izieu, dans l'Ain. Il occupait une dépression entre le massif d'Izieu et le mont de Cordon, formée au cours de la déglaciation würmienne. Depuis 1981, son emplacement est recouvert par un important canal, la dérivation de Brégnier-Cordon qui alimente la centrale hydroélectrique de Brégnier-Cordon.
De forme allongée, le lac avait une superficie de 9 ha et une profondeur maximale de 12 m. Pluvis est le nom d'un hameau situé sur sa rive nord et appartenant à la commune d'Izieu.

## Histoire
Le rivage du lac de Pluvis a été endigué à l'époque romaine et plusieurs découvertes archéologiques ont montré la permanence de l'occupation humaine sur ses rivages pendant l'époque gallo-romaine.

## Légendes
La présence d'une ancienne ligne de chemin de fer (Ligne de Pressins à Virieu-le-Grand) le long du lac a fait naître une légende selon laquelle une locomotive se trouverait au fond du lac. Elle aurait dévalé la pente accidentellement et aurait été engloutie par l'eau du lac.
Une autre légende prétendait que le lac de Pluvis submergeait un ancien village. Celui-ci aurait été puni pour avoir refusé son aide à un mendiant et seule une femme, vivant dans une grotte située plus haut (grotte de la Bonne Femme), aurait été sauvée.
Aucune ruine ni aucune locomotive n'ont été découvertes au fond du lac lorsque celui-ci a été asséché par la CNR.

## Utilisation du nom
Deux voies municipales, l'une à Pluvis (Izieu), l'autre à Cuchet (Murs-et-Gélignieux), sont encore nommées «route du Lac».